# 城下町の女
「城下町の女」（じょうかまちのひと）は、1976年にリリースされた三橋美智也のスタジオ・アルバム。

## 解説
- 全12曲が収録されており、名前となっている「城下町の女」以外の11曲は全てご当地ソングである。
- 付属の帯には「抒情と哀愁の城下町 そこに生きる女のロマンをうたう三橋美智也の最新オリジナル・アルバム」と銘打たれており、ジャケットの裏には作詞家・杉紀彦の「三橋美智也に託す…十一人の作家の祈り」が掲載されている。

## 収録曲

### 第1面
1. 悲恋草（仙台）
  - 作詞:杉紀彦[1]／作曲:遠藤実[1]／編曲:只野通泰
2. 弘前の女（弘前）
  - 作詞:矢野亮／作曲:三橋美智也／編曲:高田弘
3. 春の音（松本）
  - 作詞:山川啓介／作曲:いずみたく／編曲:親泊正昇
4. 夕月（高遠）
  - 作詞:横井弘／作曲:小町昭／編曲:佐藤準
5. なみだ雪（高山）
  - 作詞:横井弘／作曲:小町昭／編曲:佐藤準
6. 金沢ひとり（金沢）
  - 作詞:杉紀彦／作曲:井上忠夫／編曲:森岡賢一郎

### 第2面
1. 南の風（高知）
  - 作詞:阿久悠／作曲・編曲:川口真
2. 琴という女（彦根）
  - 作詞:山川啓介／作曲:いずみたく／編曲:親泊正昇
3. 哀愁湖畔（松江）
  - 作詞:阿久悠／作曲・編曲:川口真
4. たそがれたずねびと（萩）
  - 作詞:杉紀彦[1]／作曲:遠藤実[1]／編曲:只野通泰
5. 柳川の女（柳川）
  - 作詞:矢野亮／作曲:細川潤一／編曲:高田弘
6. 城下町の女
  - 作詞:杉紀彦／作曲:井上忠夫／編曲:森岡賢一郎

## 歌詞の中で歌われている風物・地名・人名

### 第1面
- 悲恋草 - 城あと、宮城野
- 弘前の女 - 駅、土手町、リンゴ
- 春の音 - 信濃、雪崩、ピッケル
- 夕月 - 城跡、伊那谷、絵島
- なみだ雪 - 飛騨、乗鞍、三町、宮川、杉玉
- 金沢ひとり - 卯辰、犀川

### 第2面
- 南の風 - 桂浜、城、よさこい、かんざし
- 琴という女 -  紅がら格子[2]
- 哀愁湖畔 - 宍道湖、大橋、小紋
- たそがれたずねびと - 萩焼き、城のあった山、土塀、夏みかん
- 柳川の女 - 有明海、不知火、どんこ舟[3]